# Peter Hajek (Journalist)
Peter Hajek (* 19. Juli 1941 in Wien) ist ein österreichischer Journalist, Drehbuchautor und Regisseur.

## Leben
Peter Hajek studierte  nach seiner Matura in Wien Zeitungswissenschaften. 1959 begann er seine journalistische Laufbahn bei der österreichischen Tageszeitung Kurier. Nebenher schrieb er Beiträge für verschiedene Zeitschriften, darunter auch Der Spiegel.
Im Auftrag von ZDF und ORF moderierte der filminteressierte Hajek dann die Sendereihe Apropos Film. Hierfür wurde er mit einer Goldenen Kamera ausgezeichnet. Die Sendung lief bis ins Jahr 2002. 1969 schrieb er die Drehbücher für die spektakuläre ORF-Show Wünsch Dir was mit Dietmar Schönherr und Vivi Bach.
Für das Fernsehen inszenierte Hajek auch Stücke, wie Wer war André Heller?. Doch berühmt wurde Hajeks Name durch seine Fernsehshows, wie Margot Werner, Margot bis Montag und Dämmerung der Sehnsucht. 1976 gründete er zusammen mit Helmuth Dimko die Produktionsfirma mungo-film.
1982 produzierte Hajek mit der Komödie Sei zärtlich, Pinguin seinen ersten Spielfilm. 1983 folgte der biografische Film Helnwein über den Wiener Künstler. Für diesen Film erhielt er den Grimme-Preis und den Eduard-Rhein-Preis. Auch die im Jahr 1986/87 ausgestrahlte Fernsehserie Mozart und Meisel stammte von Hajek. Zwischen 1988 und 1992 produzierte er die Fernsehserie Wenn das die Nachbarn wüßten. Sehr erfolgreich war die ebenfalls aus seiner Feder stammende Krimiserie Kommissar Rex.

## Filmografie
- 1982: Sei zärtlich, Pinguin (Be Gentle, Pinguin), Regie/Drehbuch
- 1988–1992: Wenn das die Nachbarn wüßten (Fernsehserie), Produzent
- 1994–2004: Kommissar Rex (Fernsehserie), Drehbuch/Produzent
- 1997: Baby Rex – Der kleine Kommissar  (Fernsehserie), Drehbuch/Produzent
- 2007: Kommissar Rex (Fernsehserie), Drehbuch/Produzent

## Auszeichnungen
- Telestar 1998 als Autor von Kommissar Rex
- Adolf-Grimme-Preis mit Silber 1985 für Helnwein
- Eduard Rhein-Preis 1985 (Kulturpreis) für Helnwein – Filmportrait eines Malers
- Goldene Kamera
- Goldene Romy
- Silbernes Ehrenzeichen für Verdienste um das Land Wien